# 潘武俊
潘武俊（1960年1月—），男，山西万荣人，中华人民共和国军事人物、政治人物，中国人民解放军少将，曾任中共宁夏回族自治区党委常委、中国人民解放军宁夏军区政治委员。

## 生平
曾任新疆军区政治部主任，阿里军區分区政委等职。2008年12月，任兰州军区装备部副部长。2014年7月，任宁夏军区政委，跻身正军职将领。2010年7月，被授予少將軍銜。2018年1月，任中共宁夏回族自治区党委常委。2018年11月29日，中国共产党宁夏军区第十二届委员会第一次全体会议，潘武俊当选为中国共产党宁夏军区第十二届委员会书记。